# Pouteria stipulifera
Pouteria stipulifera är en tvåhjärtbladig växtart som beskrevs av Terence Dale Pennington. Pouteria stipulifera ingår i släktet Pouteria och familjen Sapotaceae. Inga underarter finns listade i Catalogue of Life.